# 다미네촌
다미네촌(段嶺村)은 아이치현 기타시타라군에 설치되었던 촌이다. 현재의 시타라정에 해당한다.